# Hans Leppert
Hans Leppert ist ein ehemaliger deutscher Skispringer.

## Werdegang
Leppert gab sein internationales Debüt bei der Vierschanzentournee 1955/56. Dabei sprang er jedoch nur das Springen auf der Großen Olympiaschanze in Garmisch-Partenkirchen und erreichte nach einem 28. Platz nach Ende der Tournee den 43. Platz der Gesamtwertung, was das beste Gesamtresultat seiner Tournee-Karriere war. Zwei Jahre später sprang er bei der Vierschanzentournee 1957/58 bei beiden Springen in Deutschland und erreichte mit dem 19. Platz auf der Schattenbergschanze in Oberstdorf das beste Einzelresultat. Die Tournee beendete er mit Rang 47 der Gesamtwertung. Bei seiner letzten Vierschanzentournee 1958/59 konnte er nochmal auf den 48. Gesamtrang springen.

## Erfolge

### Vierschanzentournee-Platzierungen
| Saison  | Platz | Punkte |
| ------- | ----- | ------ |
| 1955/56 | 43.   | 191,0  |
| 1957/58 | 47.   | 367,5  |
| 1958/59 | 48.   | 364,6  |